# Mark Lutz

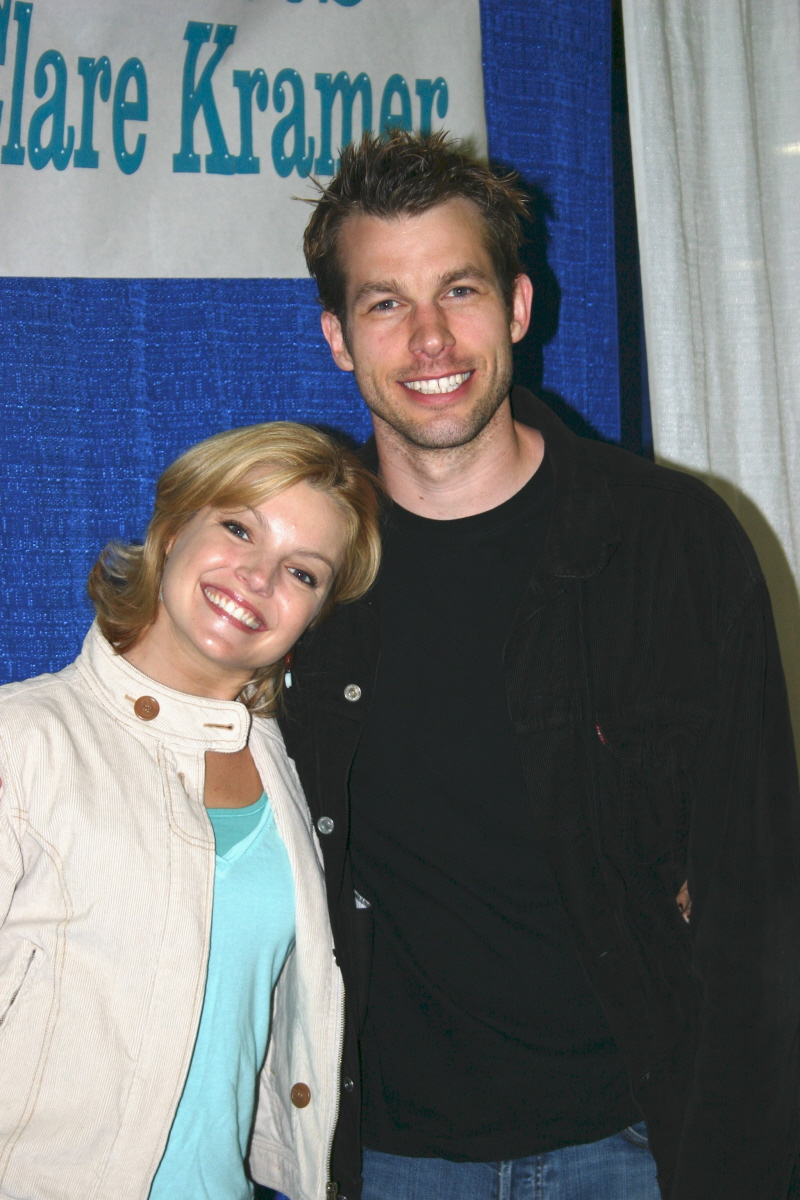
Mark Lutz (rechts) met Clare Kramer in 2005

Mark Douglas Lutz (Montreal, 14 februari 1970) is een Canadees acteur, filmproducent en scenarioschrijver.

## Biografie
Lutz werd geboren in Montreal en verhuisde op dertienjarige leeftijd naar Hongkong waar hij voor vijf jaar verbleef. Hij studeerde af met een bachelor of arts in politicologie aan de University of Guelph in Guelph.
Lutz begon in 1994 met acteren in de televisieserie Boogies Diner. Hierna speelde hij nog meerdere rollen in televisieseries en films zoals Power Play (1998-1999), Angel (2001-2002) en Ghost Whisperer: The Other Side (2010).

## Filmografie

### Films
Uitgezonderd korte films.
- 2020 Killer Prom - als Tony Wilson
- 2018 Anon - als Bekerman
- 2015 Meteor Assault - als Steve Thomas
- 2014 E.M.S. – als Jake Thor
- 2013 Finding Christmas – als Sean Tucker
- 2009 Bitch Slap – als Deiter Von Vondervon
- 2008 Victor – als Victor Davis
- 2006 A Lobster Tale – als Eddie Johnson
- 2002 Interstate 60: Episodes of the Road – als Frank
- 2001 The Facts of Life Reunion – als Harper Jason
- 2001 Rough Air: Danger on Flight 534 – als Ty Connor
- 2000 Harry's Case – als Tony Westwood
- 1999 External Affairs – als Mahavolitch
- 1999 Dick – als agent Daniels
- 1999 A Saintly Switch – als Morton Wagner
- 1998 Nothing Too Good for a Cowboy – als Hal
- 1997 Inner Action – als Marcus
- 1997 Face Down – als Dupree
- 1997 The Third Twin – als Adam Sloane
- 1997 Rescuers: Stories of Courage: Two Women – als soldaat
- 1996 Specimen – als Blaine Masterson
- 1996 A Brother's Promise: the Dan Jansen Story – als Mike Jansen

### Televisieseries
Uitgezonderd eenmalige gastrollen.
- 2019 Departure - als Gavin O'Malley - 4 afl.
- 2014 Transporter: The Series - als Dan Cleef - 3 afl.
- 2012 Flashpoint – als Ronnie Birch – 2 afl.
- 2010 Ghost Whisperer: The Other Side – als James Tyler – 8 afl.
- 2001-2002 Angel – als Groosalugg – 9 afl.
- 2001-2002 Doc – als Kevin Drucker – 2 afl.
- 1998-1999 Power Play – als Jukka Branny-Acke – 13 afl.

### Filmproducent/Scenarioschrijver
- 2014 E.M.S. – film
- 2008 Miranda & Gordon – korte film
- 2008 Victor – film